# Néa Pétra
Néa Pétra (Nea Petra) är en ort i Grekland.   Den ligger i prefekturen Nomós Serrón och regionen Mellersta Makedonien, i den nordöstra delen av landet, 300 km norr om huvudstaden Aten. Néa Pétra ligger 74 meter över havet och antalet invånare är 277.
Terrängen runt Néa Pétra är platt åt sydväst, men åt nordost är den kuperad.Runt Néa Pétra är det ganska glesbefolkat, med 34 invånare per kvadratkilometer. Närmaste större samhälle är Gázoros, 3,7 km norr om Néa Pétra. Trakten runt Néa Pétra består till största delen av jordbruksmark.